# Mieczysław Rossowski

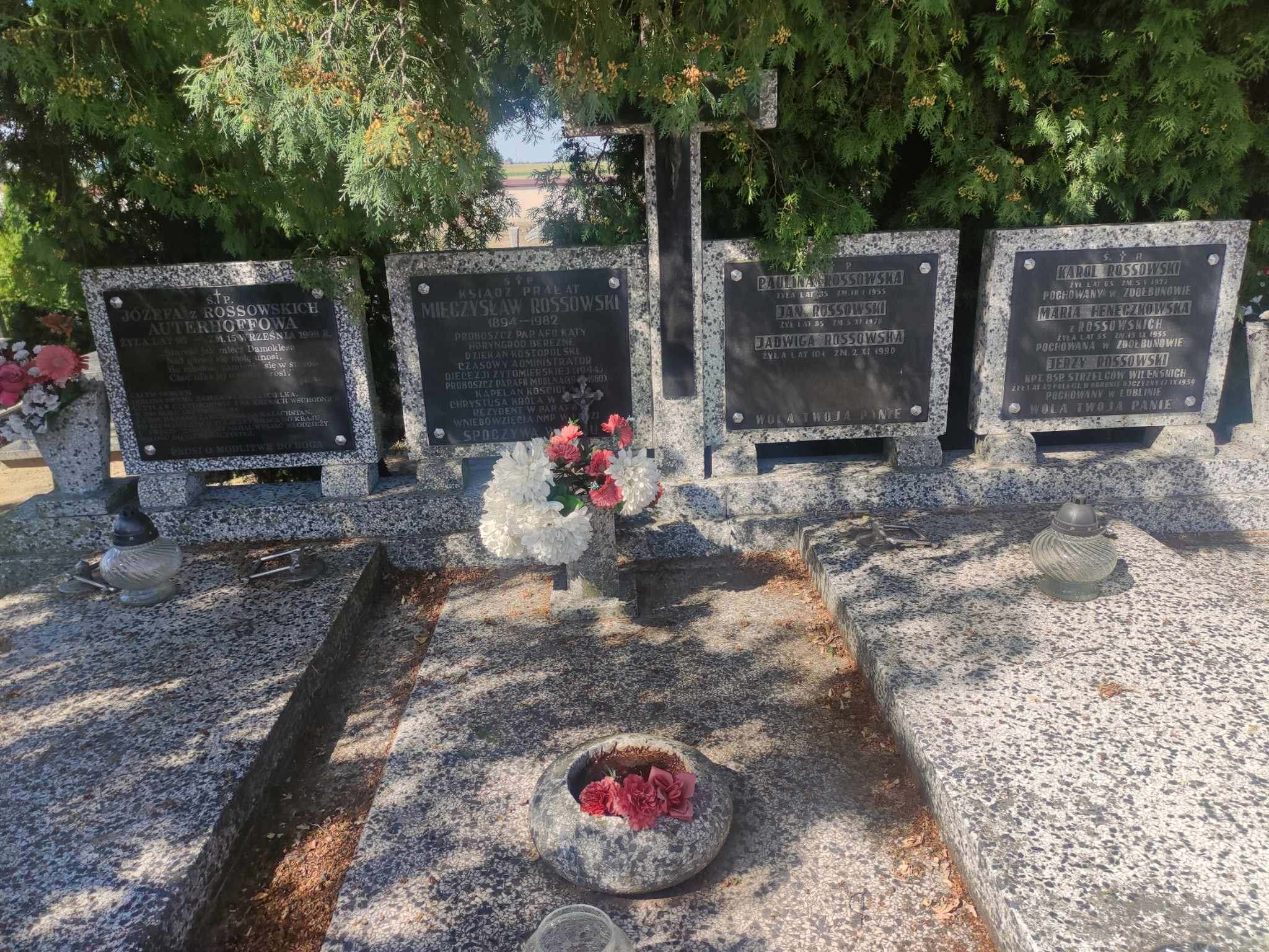

Mieczysław Aleksander Rossowski (ur. 19 sierpnia 1894 w Warszawie, zm. 26 grudnia 1982 w Łodzi) – polski duchowny rzymskokatolicki diecezji łuckiej, po wojnie łódzkiej, prałat, dziekan dekanatu kostopolskiego (1938–1945), czasowy administrator diecezji żytomierskiej (1945). Budowniczy kościoła w Horyńgrodzie. Działacz społeczny na ziemi łuckiej. W latach 1943–1945 opiekun ofiar terroru UPA.

## Życiorys

### Dzieciństwo i młodość
Urodził się jako czwarte dziecko Karola i Pauliny z7 Waszków vel Ważków, miał m.in. brata kpt. Jerzego Rossowskiego (1896–1939) i siostrę Józefę Auterhoff. Ochrzczony 9 września 1894 w parafii św. Andrzeja przy kościele św. Karola Boromeusza w Warszawie. Do 10 roku życia przebywał w Warszawie, gdzie uczęszczał do początkowej szkoły polskiej. W 1904 rodzice z dziećmi przenieśli się do Lisiczańska nad Dońcem, gdzie ojciec otrzymał posadę inżyniera w fabryce Solvay SA. W pobliskim mieście Bachmut kontynuował naukę do 1912 r.
W 1912 wraz z rodzicami powrócił do kraju, gdzie ojciec uzyskał posadę urzędnika w hucie Bernarda Hantke w Rakowie k. Częstochowy (w czasach PRL-u Huta im. Bieruta, obecnie ISD Huta Częstochowa). Do wybuchu I wojny światowej uczęszczał do prywatnego gimnazjum Czesława Bagińskiego w Częstochowie. Po wojennej przerwie w edukacji wznowił ją w 1917 r. w liceum we Włocławku. Jesienią 1919 r. został przyjęty do Seminarium Duchownego w Łucku, które ukończył w 1923 otrzymując święcenia kapłańskie z rąk bpa Ignacego Dubowskiego. Mszę św. prymicyjną odprawił 24 czerwca 1923 r. w kościele parafialnym w Rakowie.

### Lata międzywojenne
W latach 1923–1925 prefekt szkoły w Szumsku k. Krzemieńca, w latach 1925–1928 w Zdołbunowie.

Budowa kościoła w Kutach, 1929

W 1928 proboszcz nowo utworzonej parafii Kuty (Kąty) k. Krzemieńca, gdzie kontynuował budowę kościoła pw. św. Izydora Oracza (konsekracja 10 maja 1930 z udziałem bpa Stefana Walczykiewicza oraz współfundatora hrabiego Izydora Czosnowskiego), a także zmobilizował parafian do budowy Domu Ludowego. Podejmował szereg działań społecznych, takich jak utworzenie Spółdzielni Spożywców „Jedność” ze sklepami wielobranżowym i spożywczym czy rozszerzenie działalności Kasy Stefczyka, w której został prezesem Rady Nadzorczej. Z jego inicjatywy została zorganizowana Ochotnicza Straż Pożarna, w której wybrano go na prezesa zarządu. Prowadził Katolickie Stowarzyszenie Młodzieży Męskiej i Żeńskiej, liczące ok. 150 osób, dające przedstawienia amatorskie, z których dochód przeznaczany był na budowę świątyni.
W 1932 ks. Mieczysław został mianowany proboszczem parafii pw. Najświętszej Maryi Panny Jazłowieckiej w Horyńgrodzie k. Równego (po śmierci tamtejszego proboszcza Franciszka Terleckiego). Jednym z pierwszych zadań było zbudowanie kościoła (pierwotnie istniejący tam od 1759 r. kościół został rozebrany przez Rosjan w ramach represji po powstaniu styczniowym), co stało się z wydatną pomocą 14. Pułku Ułanów Jazłowieckich ze Lwowa (parafię Horyńgród zamieszkiwali przede wszystkim polscy osadnicy wojskowi, którzy brali udział w wojnie z bolszewikami w 1920 r. i utrzymywali żywy kontakt ze swymi pułkami macierzystymi).
W 1938 bp bp Adolf Szelążek ustanowił ks. Mieczysława Rossowskiego dziekanem dekanatu kostopolskiego i powierzył mu nowe probostwo w Bereznem nad Słuczą. Zaraz po objęciu placówki w Bereznem miała miejsce wielka uroczystość: 17 września 1938 r. parafię odwiedził prymas Polski ks. kard. August Hlond, który przyjechał na obchody 50-lecia kapłaństwa bpa Adolfa Szelążka.

### II wojna światowa
Na początku września 1939 r. do Bereznego przybyła licząca ponad sto osób grupa urzędników kolejowych z dyrekcji warszawskiej z rodzinami. Lokowali się w domach prywatnych, w tym na plebanii. Jak opisuje ks. Mieczysław Rossowski w swoich wspomnieniach: Z wyżywieniem było coraz gorzej! Zbliżył się dzień 17 września, wojska rosyjskie przekroczyły granice Polski. Ogólne przygnębienie wśród ludności polskiej, radość wśród ludności ukraińskiej i żydowskiej! Tegoż dnia w godzinach przedpołudniowych żołnierze Korpusu Ochrony Pogranicza opuszczają nasze miasto. Nie ma żadnej władzy i taka sytuacja trwa do 23 września, kiedy to wkracza do Bereznego wojsko rosyjskie. Polscy uciekinierzy głodują; oddałem do rzeźni krowę na rzecz głodujących rodaków, wystarczyło to tylko na jeden dzień; dałem jeszcze świnię utuczoną, nagotowałem kapuśniaku i każdy dostał po kawałeczku mięsa, więcej już dać nie mogłem, bo na plebanii kilkanaście osób, którym także trzeba było coś przygotować. (...) Proszą o kąt, kawałek chleba, przejazdem zawitał ks. Sankowski, są klerycy. Każdy spieszy do księdza na plebanię w nadziei, że go poratuje. 24 września umiera nagle na plebanii jeden z uciekinierów, inż. Dąbrowski z Warszawy. Zmarłego odprowadzam na cmentarz. Trudno przecisnąć się przez miasto, pełno wojska.
Wkrótce po wkroczeniu wojsk sowieckich do Bereznego ks. Mieczysław polecił zarządcy plebanii p. Jasińskiemu udzielenie pomocy rodzinom urzędników i oficerów, którzy znaleźli się w niewoli niemieckiej lub sowieckiej. Jasiński wydawał ze zbiorów z „plebanki” po 150–200 kg żyta, jęczmienia i ziemniaków.

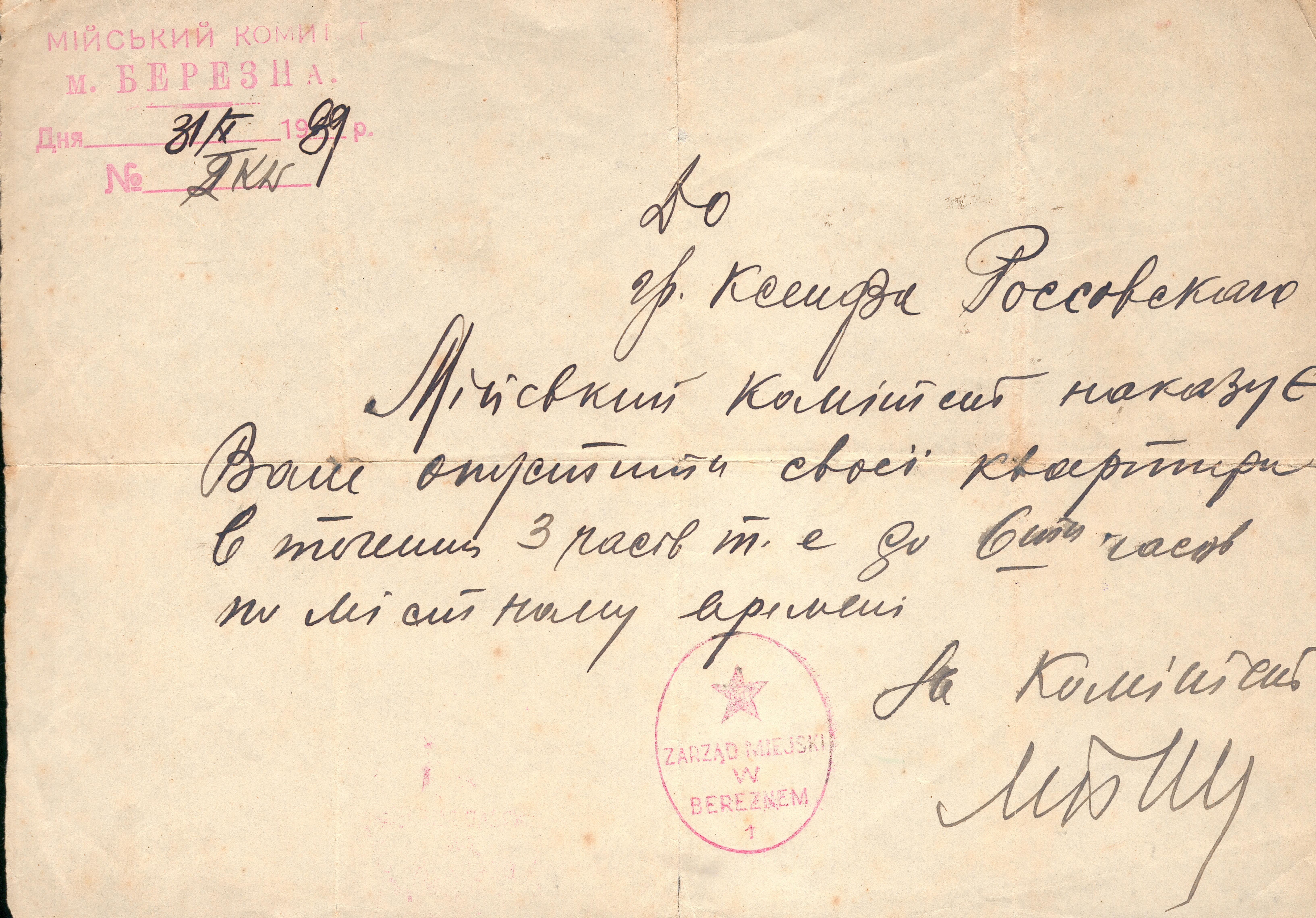
Nakaz eksmisji wydany przez NKWD, 1939

1 listopada 1939 r. ks. Mieczysław został eksmitowany przez NKWD z plebanii. Wraz z matką, bratem i gospodynią Marią Gąsiorowską zamieszkał w pomieszczeniach zaoferowanych przez właściciela nieczynnego browaru Teofila Dywiszka. Od 1940 roku, kiedy do Kazachstanu wywieziono wiele rodzin wojskowych, służby leśnej, policji i innych (m.in. jego siostrę Józefę Auterhoff i bratanicę), pomagał zesłańcom, posyłając pieniądze oraz paczki z odzieżą i żywnością.
Po wybuchu wojny niemiecko-sowieckiej wrócił na plebanię. Niemcy wybrali go jako jednego z pięciu polskich zakładników, którzy mieliby zginąć przez publiczne powieszenie, gdyby doszło do jakichś aktów sabotażu.
W nocy z 25 na 26 marca 1943 r. UPA napadła na polskich osadników we wsi Lipniki (województwo wołyńskie) k. Bereznego; zamordowano 156 osób, spalono wszystkie domy i budynki gospodarcze. Uciekinierzy znaleźli schronienie w Bereznem m.in. na plebanii, wśród nich rodzina Hermaszewskich z późniejszym kosmonautą Mirosławem Hermaszewskim, która przebywała tam przez dwa lata.   
Z dniem 17 stycznia 1942 bp A. Szelążek podniósł go do godności honorowego kanonika kapituły ołyckiej. W związku z brakiem kapłanów 25 listopada 1943 powierzył mu także parafię kostopolską, a 25 maja 1945 funkcję czasowego administratora diecezji żytomierskiej. Ks. Mieczysław Rossowski opuścił swoją placówkę duszpasterską dopiero z ostatnim transportem repatriantów 6 czerwca 1945.

### Lata powojenne
25 czerwca 1945 r. został przyjęty do diecezji łódzkiej przez ówczesnego ordynariusza bpa Włodzimierza Jasińskiego, który powierzył mu parafię Modlna k. Łodzi.   Ks. Rossowski odnowił tam modrzewiowy kościół (zdewastowany przez Niemców, którzy uczynili w nim skład zboża), sprowadził do niego dzwony i organy, postarał się o elektryfikację kościoła i plebanii. Zlecił obmurowanie cmentarza, a także doprowadził do utworzenia na nim kwatery kilkuset poległych żołnierzy Września.
W 1949 r. otrzymał oficjalnie godność prałata kapituły ołyckiej, nadaną mu przez JE ks. bpa Adolfa Szelążka.
Przez lata zabiegał o postawienie kaplicy w pobliskich Sokolnikach, gdzie przy figurze Matki Boskiej odprawiał msze św. dla przyjeżdżających z Łodzi letników, jednak nie uzyskał od ówczesnych władz komunistycznych pozwolenia na budowę (kościół powstał tam dopiero w latach 80.). W 1959 roku ks. prałat Mieczysław Rossowski pomógł w przeprowadzeniu ekshumacji i przewiezieniu do Zdun k. Krotoszyna, zamordowanego przez żołnierzy Wehrmachtu harcerza i pocztowca Ludwika Danielaka.
W 1960 r. został przeniesiony do Zgierza jako kapelan przy kościele Chrystusa Króla, gdzie przebywał do 1968 r. W latach 1968–1982 był rezydentem przy parafii Wniebowzięcia Najświętszej Maryi Panny w Łodzi przy Placu Kościelnym. Tu zmarł we własnym mieszkaniu po odprawieniu Mszy św. w drugi dzień Bożego Narodzenia 1982 roku. Pochowany w Modlnej w rodzinnym grobie.

## Życie prywatne
Siostra Józefa Auterhoff wraz z córką Danutą zostały w 1940 roku wywiezione przez Sowietów do Kazachstanu. Józefa opisała swoje przeżycia w „Wierszach pisanych w Kazachstanie” oraz pamiętniku pt. „Podróż w nieznane 1940-1946”, gdzie figuruje jako Ziuta Auterhoff-Rossowska.
Starszy brat kpt. Jerzy Rossowski poległ we wrześniu 1939 w obronie Lublina.

## Opinie
Mirosław Hermaszewski pisze w swojej książce Ciężar nieważkości (Kraków 2011, Universitas, str. 22): „W beznadziejnej sytuacji [po mordzie mieszkańców Lipnik] zbawienną dłoń podał nam zawsze wobec wszystkich uczynny ksiądz proboszcz Rossowski. Przygarnął mamę z niemałym stadkiem dzieciaków na plebanię w Bereznem. Zamieszkaliśmy w pokoiku na piętrze z widokiem na rozległy park. (…). Obok plebanii stał okazały kościół z dwiema wieżami, a przymurowanym ogrodzeniu dzwonnica (…). Będąc już oficerem w latach sześćdziesiątych odwiedzałem konspiracyjnie księdza Rossowskiego i [jego brata] pana Jana w parafii w Zgierzu; był dumny ze mnie – byłem ptakiem. Obaj spoczywają na cmentarzu w Modlnej. Po nominacji [generalskiej] odwiedziłem to miejsce. Mieszkańcy byli zdziwieni widokiem jakiegoś generała w stalowym mundurze, który składa kwiaty na grobie księdza i trwa w zadumie”.